# Squamish Five
De Squamish Five (soms ook Vancouver Five genoemd) was een groep stadsguerrillas die actief waren in Canada in het begin van de jaren '80. Zelf noemden ze zich Direct Action.

## Leden
De groep bestond uit Ann Hansen, Brent Taylor, Julie Belmas, Doug Stewart en later ook Gerry Hannah van de Canadese band Subhumans. In tegenstelling tot de Rode Brigades, Rote Armee Fraktion en andere groepen waren ze niet gemotiveerd door een politieke ideologie die hen in de voorhoede van de Marxistische revolutie zou zetten. Ze waren meer activisten die gefrustreerd en ontevreden over traditionele actiemethoden. Ze geloofden dat ze middels symbolische handelingen anderen konden aanzetten tot actie. De groep wordt veelal tot het anarchistische terrorisme gerekend.

## Vroege acties
De eerste acties die aan de Squamish Five zijn toegeschreven waren niet bijzonder militant. Ze pleegden vernielingen op het hoofdkantoor van Amax, een mijnbouwbedrijf in Brits-Columbia die ontheffing had gekregen van enkele milieubeschermingswetten en ze pleegden vernielingen bij het Milieu Departement van Brits-Columbia.
Na deze acties werd de groep militanter en begon te trainen met gestolen wapens in een verlaten gebied ten noorden van Vancouver. Door puur toeval ontdekten ze een grote hoeveelheid dynamiet welke werd gebruikt voor sloopwerkzaamheden. Deze roofden ze leeg voor eigen gebruik. Ze stopten met hun normale sociale leven, namen diverse valse identiteiten aan en gingen in hun levensonderhoud voorzien door middel van diefstal en fraude. 
Op 30 mei 1982 reden Hansen, Taylor, Stewart en Belmas naar Vancouvereiland en plaatsten een grote bom bij een elektriciteitsverdeelstation. Vier transformators werden compleet vernield. Het elektrische verdeelstation had kritiek gekregen vanwege de milieubelastendheid ervan en zou een gevaar zijn voor de resterende natuur van het eiland.

## De Litton Bom
Na deze actie vulden Hansen, Taylor, Belmas and Stewart een busje met 550 kilo dynamiet en reden door Canada naar Toronto. Deze keer was hun doel Litton Systems, een bedrijf dat componenten maakte voor het besturingssysteem voor de Amerikaanse kruisraketten waarvan het idee was dat deze het risico op een nucleaire oorlog vergrootten. 
Het was de bedoeling dat de bom, die op 14 oktober 1982 zou afgaan, alleen materiële schade zou aanrichten. Het busje was frontaal voor het gebouw van de bedrijfsbeveiliging van Litton geplaatst en een duidelijke waarschuwing, inclusief een aftellende klok, was zichtbaar. Belmas belde de beveiliging en legde uit wat er ging gebeuren terwijl hij duidelijke instructies gaf over de locatie van de bom. De beveiliging reageerde echter niet zoals geanticipeerd door het vijftal. ook ging de bom iets te vroeg af en omdat de evacuatie maar net op gang was gekomen, raakten zeven mensen gewond door de explosie.

## Arrestatie
De bommenleggers vluchtten van Toronto naar Vancouver en staakten hun activiteiten gedurende enkele maanden tot 22 november 1982, toen Hansen en Belmas, zich ondertussen de Wimmin's Fire Brigade noemende, drie brandbommen naar binnen gooiden bij franchisers van Red Hot Video, een keten die gewelddadige porno verkocht en welke al de aandacht van de feministische beweging had gekregen. De aanslagen hadden echter al de aandacht van de Canadese politie en de Royal Canadian Mounted Police (RCMP) zat hen op de hielen. Op de ochtend van 20 januari 1983 werden alle vijf aangehouden toen ze naar hun trainingsterrein op weg waren door een tactische RCMP unit, verkleed als wegwerkers. Dit vond plaats op de Sea-to-Sky snelweg net buiten Squamish, vandaar de naam. De vijf werden veroordeeld tot straffen variërend van zes jaar tot levenslang. Allen zijn momenteel weer op vrije voeten. 
In 2002 werd Ann Hansens boek Direct Action: Memoirs Of An Urban Guerrilla gepubliceerd. Hoewel ze enkele tactische fouten toegaf, bleef ze achter het idee van de acties staan. Volgens haar moeten liberale en kapitalistische democratieen worden uitgedaagd door vormen van directe actie en protest.